# Xã McCredie, Quận Callaway, Missouri
Xã McCredie (tiếng Anh: McCredie Township) là một xã thuộc quận Callaway, tiểu bang Missouri, Hoa Kỳ. Năm 2010, dân số của xã này là 760 người.